# Агеево (Мордовия)
Агеево — деревня в составе  Аксёльского сельского поселения Темниковского района Республики Мордовия.

## География
Находится на расстоянии примерно 15 километров на восток от районного центра города Темников.

## История
Упоминается с 1869 года, когда она была учтена как владельческая деревня Краснослободского уезда из 39 дворов, название по фамилии бывших владельцев – служилых татар Агеевых.

## Население
Постоянное население составляло 97 человек (русские 99%) в 2002 году, 66 в 2010 году .